# Лопес, Элиас
Элиас Себастьян Лопес (исп. Elías Sebastián López; род. 8 июля 2000, Вилла-Мерседес, Сан-Луис) — аргентинский футболист, защитник клуба «Арсенал».

## Клубная карьера
Лопес — воспитанник клубов «Архентинос Хуниорс», «Расинг Вилья Мерседес» и «Ривер Плейт». 28 июля 2019 года в матче против «Архентинос Хуниорс» он дебютировал в аргентинской Примере в составе последних. В начале 2021 года Лопес на правах аренды перешёл в «Годой-Крус». 20 февраля в матче против «Эстудиантес» он дебютировал за новую команду. 13 сентября в поединке против «Альдосиви» Элиас забил свой первый гол за «Годой-Крус».
Летом 2023 года Лопес был арендован «Арсеналом» из Саранди.

## Международная карьера
В 2017 году Лопес в составе юношеской сборной Аргентины принял участие в юношеском чемпионате Южной Америки в Чили. На турнире он сыграл в матчах против сборных Перу и Бразилии.